# Komuna e Cepojës
Komuna e Cepojës är en kommun i Albanien.   Den ligger i prefekturen Qarku i Gjirokastrës, i den södra delen av landet, 140 km söder om huvudstaden Tirana.
Trakten runt Komuna e Cepojës består till största delen av jordbruksmark.  Runt Komuna e Cepojës är det ganska glesbefolkat, med 43 invånare per kvadratkilometer.